# 高垣ひろ実
高垣ひろ実（本名　高垣宏美）は、日本の演歌歌手。
鳥取県出身。5月8日生まれ。

## 来歴
平成9年6月25日ユニバーサルミュージック(元ポリドール・レコード)より、白兎海岸(作詞　茜まさお　作曲　岡千秋　)、カップリング曲　陽炎坂(作詞　松坂　亜季　作曲　岡千秋　)でデビュー。
令和元年11月20日ホリデージャパンに移籍。男街道ひとり旅(作詞　生駒かつゆき　作曲　勝村真守　)、カップリング曲　天女のはごろも(作詞・作曲　OSEI)をリリース。